# إسكافي

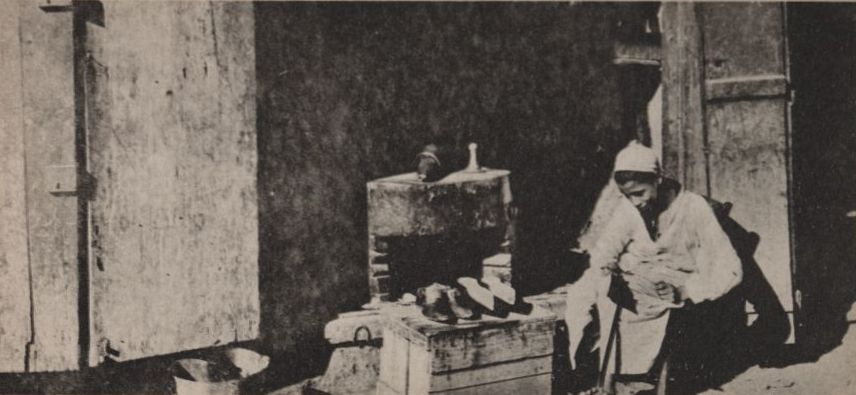
جزمجي في مصر في مطلع القرن العشرين

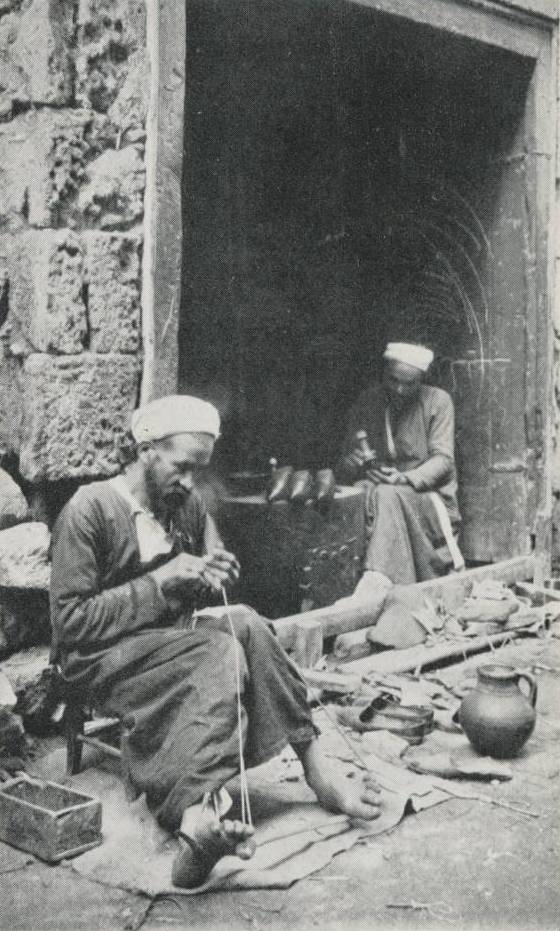
صناعة الجزم في مصر 1906م

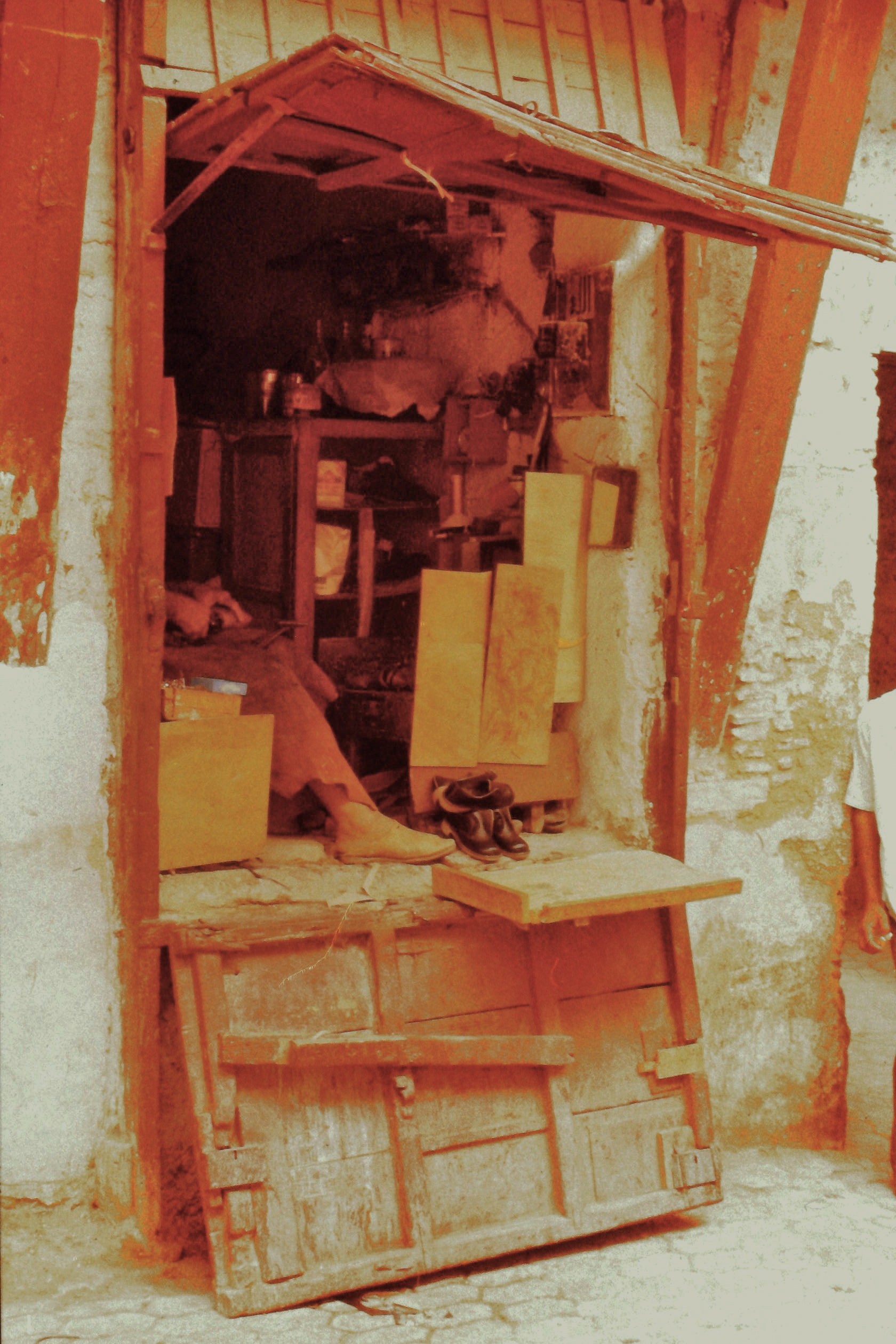
إسكافي مغربي في ثمانينيات القرن العشرين

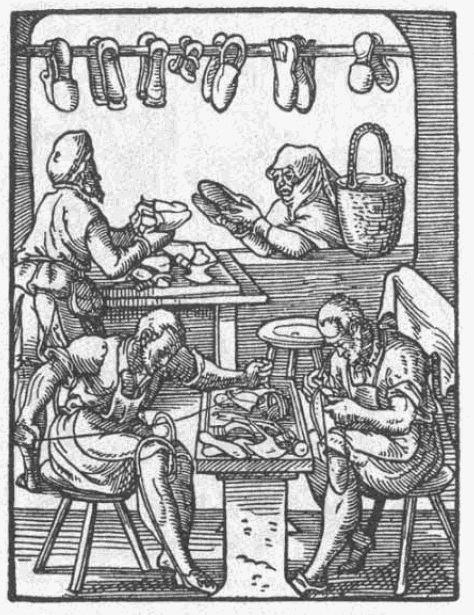
عملية قص الخشب لصنع الأحذية، تعود لعام 1568

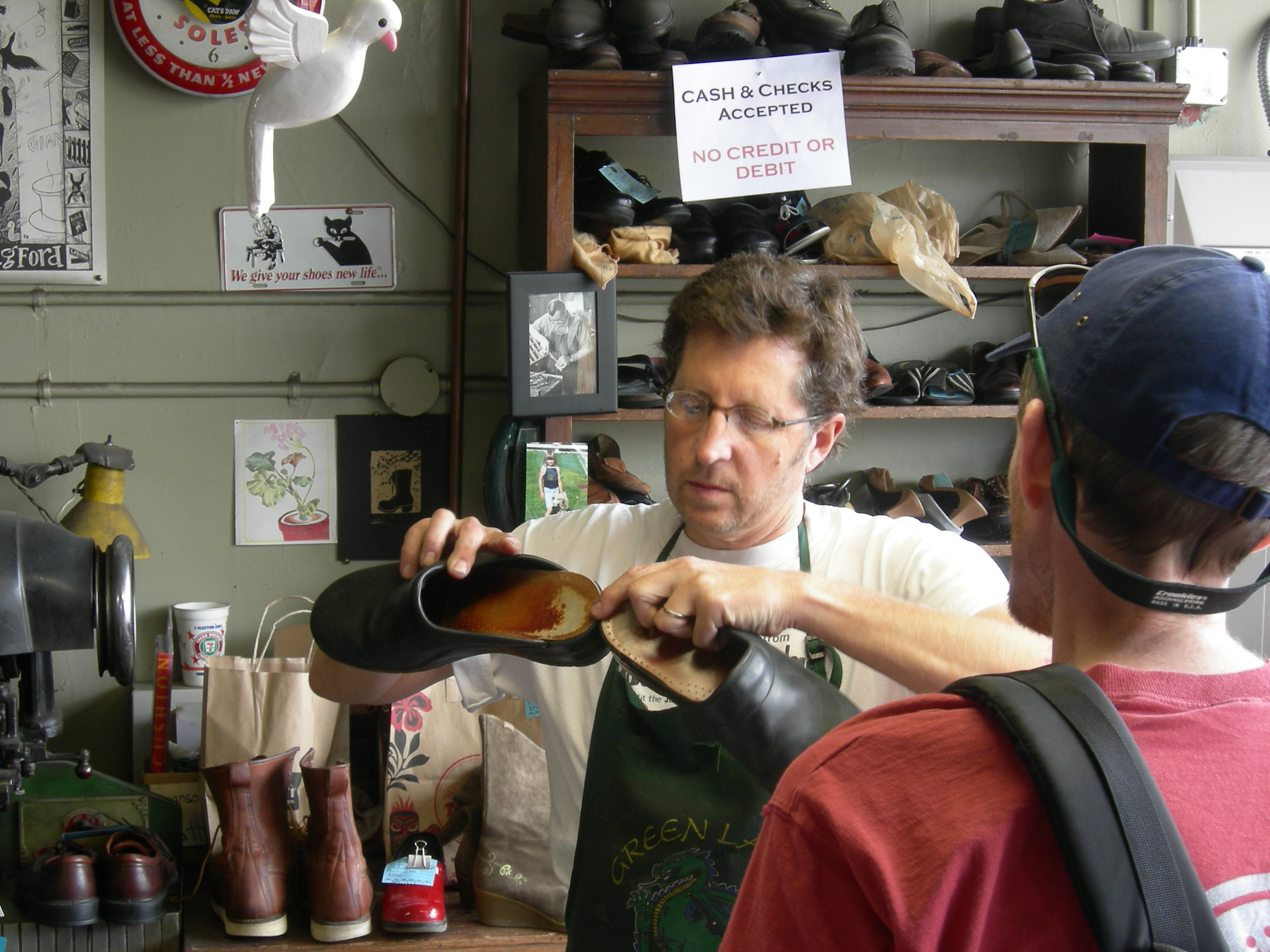
إسكافي من سياتل، واشنطن.

الإسكافي أو الإسكاف أو السكَّاف أو الجزمجي أو الحذَّاء أو الخفَّاف أو النَّعَّال هو من امتهن صناعة الأحذية والجزم.
قديماً، كانت عملية صناعة الأحذية يدوية، بحيث ينجز فردة واحدة في المرة. أصبحت صناعة الأحذية التقليدية الحرفية محدودة الآن بسبب كميات الإنتاج الكبيرة من الأحذية الصناعية، والتي قد لا تكون بجودة الصناعة التقليدية وقد لا تهتم بالتفاصيل أو الحرفية. قد ينتج الإسكافي أو القرطبي (صانع الأحذية الجلدية الفاخرة) طائفة واسعة من أنواع الأحذية والجزمات والصنادل والقباقيب والخف. تصنع هذه الأنواع من الجلد والخشب والمطاط والبلاستيك والجوت، أو من مواد ذات مصدر نباتي.

## صناعة الأحذية التقليدية

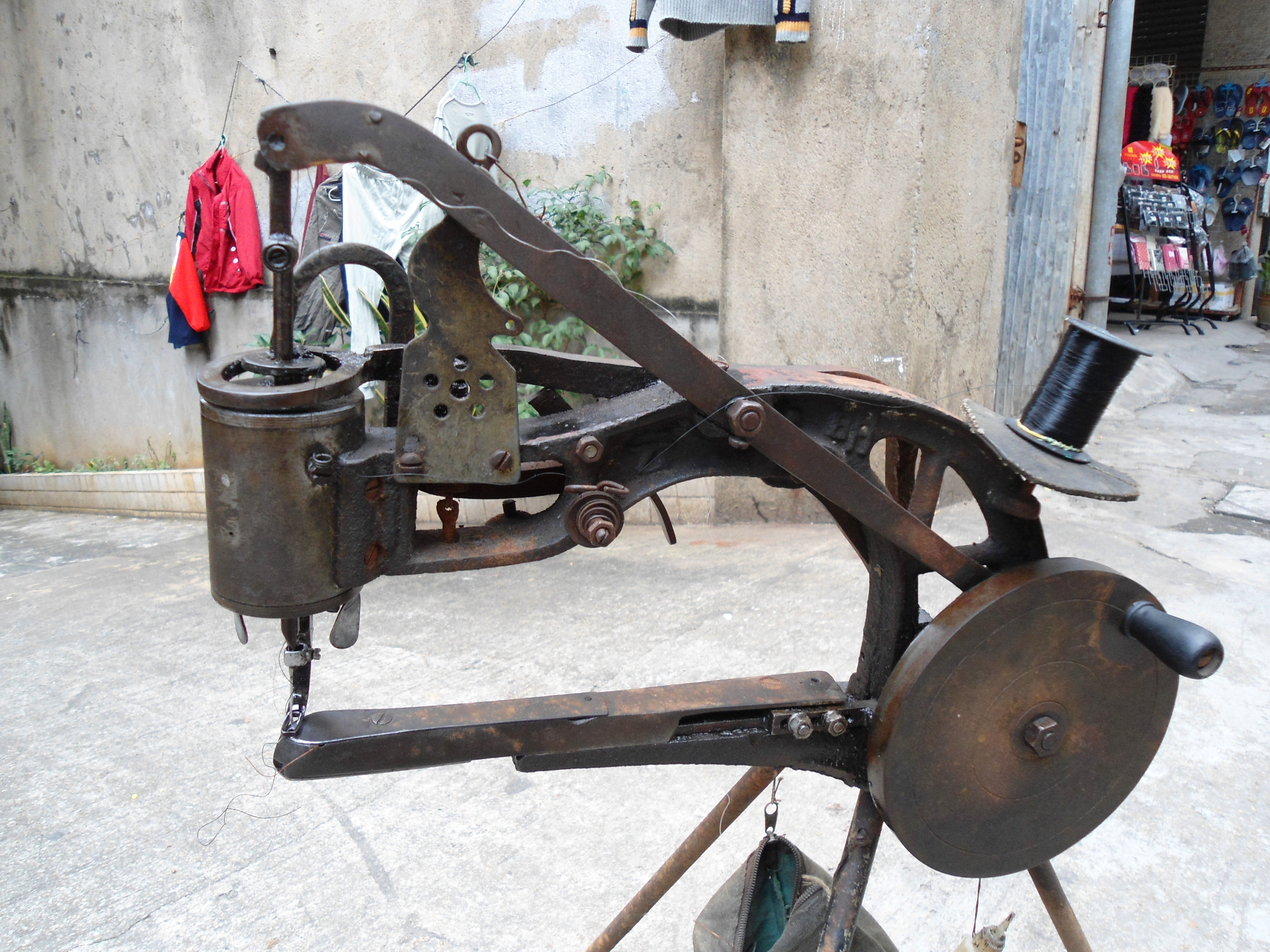
آلة خياطة لصنع الأحذية وإصلاحها، كما تستخدم لإصلاح الحقائب والقماش السميك. تدار هذه الآلة يدوياً. يمكن تدوير قدم الآلة بأي اتجاه، ما يساعد على تغيير اتجاه المادة التي يتم العمل عليها (أي الحذاء أو قطعة القماش). تعود ملكية هذه الآلة إلى صانع أحذية يعمل على رصيف الطريق في منطقة هايكو، مقاطعة هينان في الصين.

استخدم معظم صانعو الأحذية الخشب لتشكيل قوالب الأحذية ، لكنهم الآن يعتمدون على المواد البلاستيكية أكثر. كانت بعض القوالب تبدو مستقيمة، لكن ثمة زوج من القوالب المنحنية، إحدى لفردة الحذاء اليمنى والأخر لليسرى.

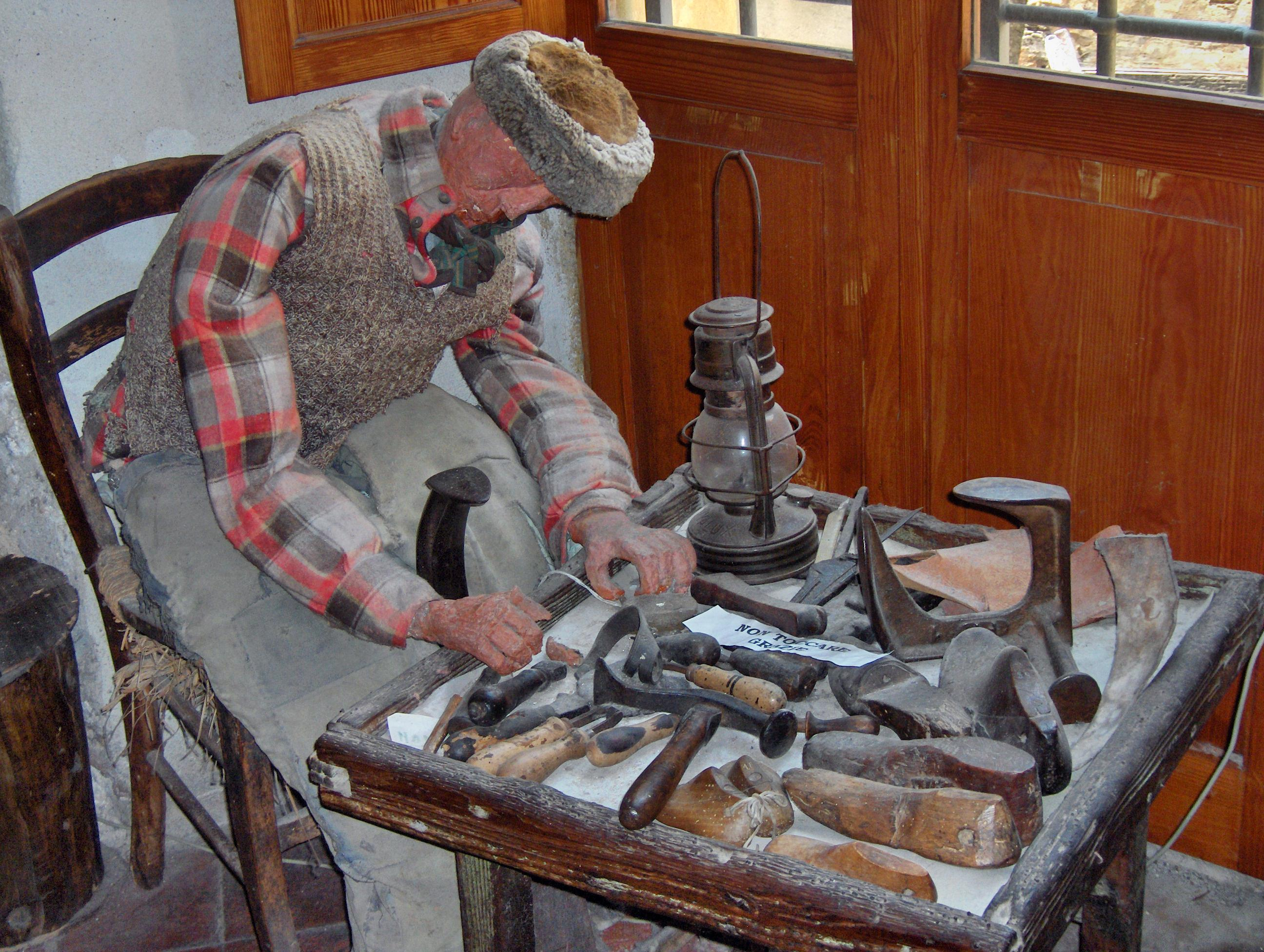
صانع أحذية تقليدية في متحف المقتنيات التراثية في ليغوريا الغربية في إيطاليا.

استخدم صانعو الأحذية التقليدية أكثر من 15 تقنية مختلفة لصناعة الأحذية. منها: الربط، والتدعيم بالجلد الإنجليزي (الصناعات الآلية الحديثة تسمي هذه الطريقة بـ "Goodyear Welted")، والطريقة النرويجية، والغُرز المتجهة إلى الأسفل، والحياكة الألمانية، والغُرز البولونية، وغيرها.
تتضمن بعض أنواع الأحذية المصنوعة حسب النمط القديم التقليدي ما يلي:
- الفراء الذي يلف القدم، ثم لف أربطة صندل فوقها: استخدمت هذه الأحذية من قبل مقاتلي الرومان الذين حاربوا في شمال أوروبا.
- القباقيب: أحذية خشبية كانت تحشى بالقش لتدفئة القدم.
- الخف: حذاء يتصف بالبساطة مصنوع غالباً من أنواع مختلفة من الجلد، غير أنه لم يكن متيناً بما فيه الكفاية لحماية القدم وراحتها.

## في العصر الحديث
قد يستخدم الحرفيون في الدول النامية إطارات الشاحنات أو السيارات الفائضة عن الاستخدام كمادة وفيرة ورخيصة لصنع نعال الأحذية والصنادل. وهناك جمعيات مختصة تقدم المشورة لأولئك الذين يهتمون بالحصول على أحذية تحقق لهم الرفاهية والرخاء من حيث إكمال الصورة والمظهر.
لا يزال هناك حرفيون يزاولون مهنة صنع الأحذية اليدوية، وهم يهتمون بالمواد المستخدمة في الصناعة، ويعارضون استخدام البلاستيك والورق أو المسامير التي قد تتعرض للصدأ.

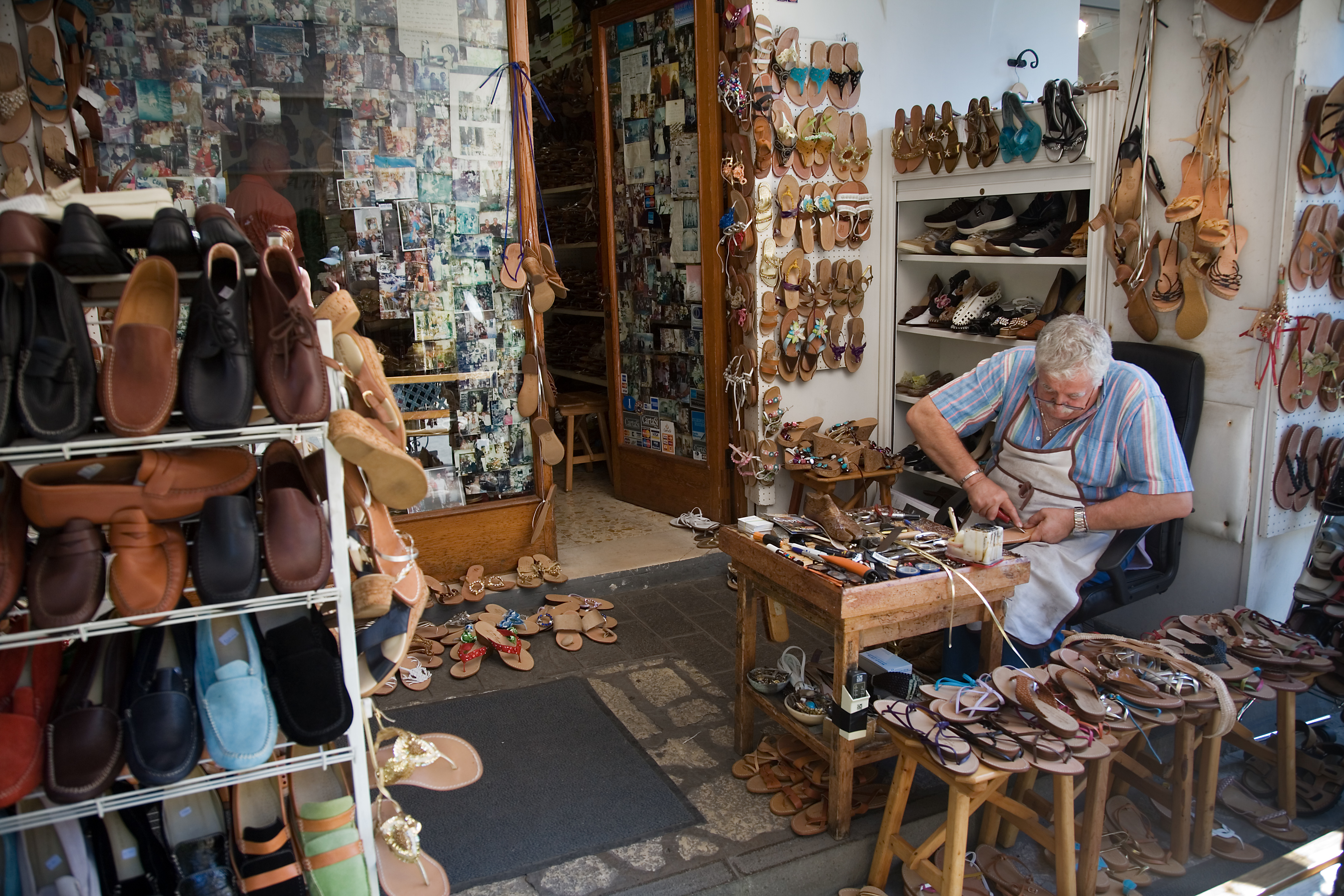

## في الثقافة الشعبية
تظهر مهنة الإسكافي في الثقافة الشعبية بأشكال مختلفة، ثمة قصص شعبية كثيرة عن صانعي الأحذية منها قصة الإسكافي الذي أحسن لفقير مع كونه معدما، فيسر الله له أقزاماً عملوا على صنع أحذية رائعة ذات جودة ما دعم صناعته وتجارته. كما يذكر الإسكافي في بعض الأمثال الشعبية كالإسكافي حافي على غرار باب النجار مخلوع.

## روابط خارجية
- ورشة إسكافي – المتحف الكندي للحضارة
- «دليل مفصّل عن صناعة الأحذية يدوياً» كتاب تعليمي عن صناعة الأحذية التقليدية يدوياً.
- مقابلة مصوّرة بالفيديو مع كيفين رايت من مصنع الأحذية الحديث في نيوفوندلاند في كندا
- «جان ماتزلغر»..حكاية مخترع الحذاء الحديث